# ステップ高等学校
ステップ高等学校（ステップこうとうがっこう）は、長野県長野市信更町上尾に本校がある私立通信制高等学校。
学校法人信州長野学園が設置し、2022年4月1日に開校した。

## 概要
ステップ高等学校 通信制課程（広域）は、教育基本法及び学校教育法に基づき、中学校教育の基礎の上に中等教育を施すことを目的とする。
教育区域は長野県、神奈川県、京都府に限られる。

## 沿革
- 2021年（令和3年）- 長野県私立学校審議会において設置認可が「可」である答申がなされる[2]。
- 2022年（令和4年）- 旧長野市立更府小学校の校舎にて開校[3]。

## 学習手段
- 通信型

正課のほとんどの授業は、インターネットを利用した教育システムによって行われるため、通学する必要があるのはスクーリング時のみである。
インターネットを使い、パソコン・タブレット・スマートフォンで授業を受けることが可能である。
教科書の動画授業やオリジナル授業など学べる。
個別指導を導入し、基礎学力の定着から大学受験までサポート。
- 通学型

信州長野学園ステップ高等学校の本校および松本高等学院、湘南高等学院、京都高等学院など分校へ通学する。

## コース
コースの紹介
- 在宅ネットサポートコース
- 在宅コース
- 週5日通学コース

課外授業
- スポーツトレーナーコース
- 介護職員初任者研修修得コース

## 面接指導施設・学習指導協力施設
- ステップ松本高等学院（面接指導施設）
- ステップ湘南高等学院（面接指導施設）
- ステップ京都高等学院（面接指導施設）
- 信州スポーツ医療福祉専門学校（学習指導協力施設）

## 不祥事
2022年10月27日に開催された長野県私立学校審議会において、単位の認定に必要な面接授業（スクーリング）が一部施設でしか確認できなかった他、区域外の生徒が4人在籍していたとして報告と改善を求められている。